# Estadio Néstor Zenklusen
El Estadio Néstor Zenklusen es un estadio de fútbol ubicado en la ciudad de Rafaela, Santa Fe, Argentina. En el estadio juega como local la Club Sportivo Ben Hur; es anualmente sede de las finales de la Liga Rafaelina de Fútbol. Tiene una capacidad de unos 13 000 espectadores siendo unos de los estadios de futbol más grandes de Rafaela.

## Historia
Fue inaugurado el 20 de junio de 1974 y, originalmente, se lo denominó Estadio Néstor Zenklusen. En 1984 se le dio su nombre actual, Estadio Néstor Zenklusen, en honor a un expresidente de la institución rafaelina. También es conocido como el estadio Parque. Pero para los locales su nombre fue y sigue siendo Estadio Néstor Zenklusen, porque el nombre del barrio de Rafaela en que se ubica.
El estadio se encuentra ubicado en el barrio Parque Ilolay, en la localidad santafesina de Rafaela.
El estadio fue reinaugurado en el 15 de mayo de 2012, tras una remodelación.
El 20 de junio de 1974 el club inauguró oficialmente el estadio en su ubicación actual, con la realización de un torneo cuadrangular con la participación del local, Ferrocarril del Estado, Atlético de Rafaela y Sportivo Norte.
La primera cancha del club fue inaugurada el 7 de abril de 1946. Se encontraba ubicada entre las calles 26 de Enero, Sargento Cabral, E. Oliber y Saavedra.